# Mistral (S-73)
Pour les articles homonymes, voir Mistral.
Le Mistral (numéro de coque : S-73) est un sous-marin conventionnel de classe Agosta de la marine espagnole. Son nom est tiré du vent appelé mistral. Il a été immobilisé le 10 juin 2020 et retiré de la LOBA (Lista Oficial de Buques de la Armada : liste officielle des navires de la Marine) le 27 février 2021.

## Conception
Partant de la modernisation qui emportait avec elle le deuxième grand carénage des sous-marins de classe Daphné (environ dix ans de vie), la Direction technique des constructions navales française a projeté un nouveau type de sous-marin océanique à propulsion conventionnelle. Le programme naval quinquennal de 1970-1975 comprenait quatre unités qui ont ensuite reçu les noms d’Agosta, Bévéziers, La Praya et Ouessant.
En 1971, une commission a été nommée pour étudier le type de sous-marin qui convenait le mieux à la marine espagnole, car il faut se rappeler qu’à cette époque, la possibilité de la construction d’un sixième Daphné était envisagée. Cette commission s’est immédiatement mise au travail et a analysé les projets disponibles ou plus accessibles à ce moment-là. Le choix s’est réduit à seulement deux modèles, les Agosta français susmentionnés et les sous-marins allemands type 209, dont depuis 1968 un grand nombre d’unités avaient été construites. Sa diffusion dans les différentes marines était très importante. En raison du changement de technologie qu’aurait entraîné le choix du modèle allemand, et de la difficulté qu’aurait posée la mise en œuvre par la force sous-marine de deux types de sous-marins totalement différents, avec tous les problèmes logistiques et de formation que cela entraînerait, la recommandation de la commission navale a été d’opter pour le modèle Agosta.

## Historique
La construction du Mistral a commencé le 30 mai 1980 au chantier naval Bazán (aujourd’hui Navantia) à Carthagène, où il a été lancé le 14 novembre 1983 en présence du Premier ministre Felipe González, du ministre de la Défense Narcís Serra et du chef d'état-major de la marine, l’amiral Saturnino Suanzes de la Hidalga. Il avait pour marraine l’épouse du Président du gouvernement, Carmen Romero.
En 2006, il a été contraint de rentrer au port après avoir subi un petit incendie dans la salle des machines.
Entre septembre et novembre 2010, il a participé à l’opération Active Endeavour de l’OTAN en Méditerranée orientale.

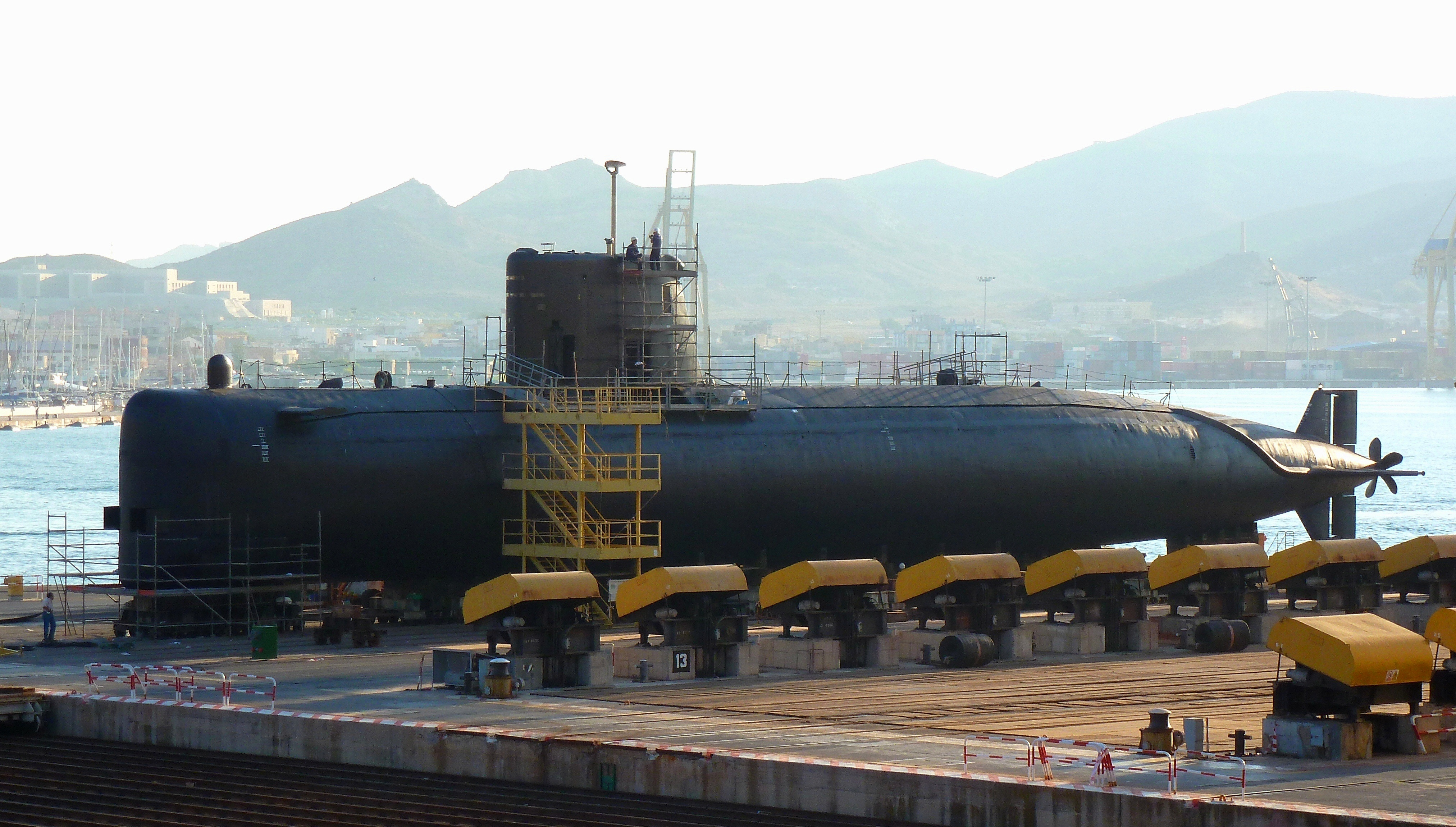
Le sous-marin pendant son grand carénage commencé en 2011

Il a participé à l’opération internationale en Libye, où il a relevé son navire-jumeau Tramontana. Il a quitté sa base le 26 avril 2011 et il y est revenu le 30 juin 2011.
Du 4 au 8 juillet 2011, les sous-marins Galerna, Mistral et Tramontana ont participé à l’exercice MARSUB-1 en mer Méditerranée.
En octobre 2011, il a été immobilisé pour procéder à la réalisation d’un grand carénage, d’un coût total de 30 millions d’euros. Durant celui-ci, le navire sera complètement démonté pour vérifier son état et remplacer les équipements obsolètes,. En avril 2013, le sous-marin a été remis à flot avec 80% des travaux du grand carénage terminés. Le 4 juillet, il a commencé sa phase d’essai en mer,.
Au cours de la troisième semaine de février 2014, il a effectué son évaluation opérationnelle à laquelle ont collaboré son navire-jumeau le Galerna (S-71), le navire auxiliaire Las Palmas (A-52) et un hélicoptère Hughes MD 500, après quoi il a repris du service actif.
En décembre 2019, la Marine a annoncé qu’elle ne prolongerait pas à nouveau la durée de vie opérationnelle du sous-marin, qui se terminerait en juin 2020, puisque les « bons progrès » de la construction de la classe Isaac Peral permettraient au S-81 d’être à flot en octobre 2020. En février 2020, il a été annoncé que son désarmement était prévu pour juin 2020. Immobilisé le 10 de ce même mois, il a été radié de la liste officielle des navires de la Marine le 27 février 2021.